# Reeksport
Reeksport – powrotny eksport, wywóz towaru importowanego za granicę. W transakcjach tych bierze udział najmniej trzech partnerów z różnych krajów: sprzedawca, pośrednik i nabywca.  Rozróżnia się reeksport pośredni (zwany też importem równoległym) i bezpośredni.
Reeksport pośredni – ma miejsce wtedy, gdy towar przechodzi przez kraj reeksportera. Może być powodowany przyczynami politycznymi – embargiem.
Reeksport bezpośredni występuje, gdy reeksporter kieruje towar wprost od sprzedającego do nabywcy z pominięciem swego kraju, a dokonuje tylko rozliczenia za zakupiony i sprzedany towar.